# Glufosinat
Glufosinat, auch Phosphinothricin, ist ein Herbizid. Es ist die erste in der Literatur beschriebene, peptidisch gebundene und natürlich vorkommende Aminosäure mit einer Phosphinsäure-Gruppe.
Der Glufosinat-Rest wurde 1971 als Bestandteil des Tripeptids Bialaphos in Streptomyceten entdeckt. Eine Besonderheit liegt auch in der Seltenheit der Kohlenstoff-Phosphor-Kohlenstoff-Bindung und der bis heute noch nicht vollständig geklärten Biosynthese dieser chemisch stabilen Gruppierung. Glufosinat wird vom BMELV als reproduktionstoxisch eingestuft.

## Isomere und Salze
Glufosinat besitzt ein Stereozentrum am C2-Atom, somit existieren zwei Enantiomere der Verbindung, (S)-Glufosinat und (R)-Glufosinat. Das 1:1-Gemisch wird als Racemat bezeichnet.
| Enantiomere von Glufosinat |                                          |                                                |
| Name                       | (S)-Glufosinat                           | (R)-Glufosinat                                 |
| Andere Namen               | L-Glufosinat (–)-Glufosinat Glufosinat-P | D-Glufosinat (+)-Glufosinat D-Phosphinothricin |
| Strukturformel             |                                          |                                                |
| CAS-Nummer                 | 35597-44-5                               | 73679-07-9                                     |
| CAS-Nummer                 | 51276-47-2 (Racemat)                     |                                                |
| EG-Nummer                  | 690-077-2                                |                                                |
| EG-Nummer                  | 257-102-5 (Racemat)                      |                                                |
| ECHA-Infocard              | 100.217.200                              |                                                |
| ECHA-Infocard              | 100.051.893 (Racemat)                    |                                                |
| PubChem                    | 91619                                    | 6971307                                        |
| PubChem                    | 4794 (Racemat)                           |                                                |
| Wikidata                   | Q27266088                                | Q27093615                                      |
| Wikidata                   | Q302204 (Racemat)                        |                                                |

In kommerziellen Produkten wird häufig das Ammoniumsalz der racemischen Säure, „Glufosinat-Ammonium“ eingesetzt.

## Herstellung
Die industrielle Synthese von racemischem Glufosinat erfolgt in mehreren Schritten. Zunächst wird ein sogenannter Methanphosphonigsäureester hergestellt.
Dazu wird zunächst Methan (1) mit Phosphortrichlorid (2) bei Temperaturen von 500–650 °C und einem Druck von 3–6 bar in Gegenwart von geringen Mengen Tetrachlorkohlenstoff zum Methyldichlorphosphin (3) umgesetzt:
Das gebildete Methyldichlorphosphin (3) wird anschließend zur Methanphosphinigsäure (4) partiell hydrolysiert. Je nachdem, welcher Ester gewünscht ist, wird letztere in einem weiteren Schritt mit dem entsprechenden Alkohol (häufig Methanol oder n-Butanol) umgesetzt, wodurch der entsprechende Methanphosphonigsäurealkylester (5) erhalten wird:
Der Methanphosphonigsäurealkylester (5) wird anschließend mit einem Acrylsäureester (6) umgesetzt und das Additionsprodukt (7) mit Dimethyloxalat (8) in Gegenwart von Natriummethanolat in einer Claisen-Kondensation und anschließender Verseifung und Decarboxylierung zur β-Ketosäure (9) umgesetzt. Eine abschließende reduktive Aminierung an einem geeigneten Übergangsmetallkatalysator liefert schließlich Glufosinat (10) als Endprodukt:
In der Literatur sind verschiedene Methoden zur Synthese von racemischem Glufosinat [1:1-Gemisch aus (S)-Glufosinat und (R)-Glufosinat] beschrieben.

## Verwendung

### Herbizid
Das racemische Ammoniumsalz von Phosphinothricin ist als Bestandteil in verschiedenen kommerziellen Herbiziden enthalten und wird unter mehreren Handelsnamen als (Total-)Herbizid mit kontakt- und teilsystemischer Wirkung verwendet. Der bekannteste unter diesen Handelsnamen ist Basta®. Glufosinat wirkt sowohl gegen einkeimblättrige als auch gegen zweikeimblättrige Pflanzen. Die Aufnahme geschieht nicht über die Wurzeln, sondern hauptsächlich über die grünen Pflanzenteile und bewirkt dort eine Hemmung der Glutamin-Synthetase. Dies führt zur Anreicherung von Ammonium im Blattgewebe der Pflanze und weiterhin zu einem Mangel an Glutamin und anderen Aminosäuren. Dadurch kommt es zur Hemmung der Photosynthese, zu Chlorosen und letztendlich zum Absterben des Blattgewebes und schließlich der gesamten Pflanze. Glufosinat wird daher auch zur Gruppe der aminosäureantagonistischen Herbizide gezählt.

### Gentechnische Resistenzen
Es gelang gentechnisch, eine Resistenz gegen das Herbizid bei Nutzpflanzen wie Mais, Reis, Raps oder Salat zu erzeugen. Dazu wurde das Gen für das Enzym Phosphinothricin-Acetyl-Transferase (PAT-Enzym) aus dem Bakterium Streptomyces viridochromogenes isoliert. Das Bakterium, das Phosphinothricin selbst produziert, schützt sich damit vor seinem eigenen Gift, indem es eine Acetylgruppe auf Phosphinothricin überträgt und es dadurch inaktiviert.
Ein Beispiel ist der Reis LL62. LL62 ist gegen das Bayer-Breitband-Herbizid Liberty (mit Wirkstoff Glufosinat-Ammonium) resistent. Bayer reichte 2004 seinen Antrag auf Zulassung für den Import in die EU von LL62 ein. Der Antrag bezieht sich auf die Verwendung als Lebens- und Futtermittel sowie zur Verarbeitung. In den USA besteht bereits eine Genehmigung für den Anbau.

## Zulassungsstatus
In der Europäischen Union galt seit 2007 eine Zulassung von Glufosinat für Pflanzenschutzmittel, die zum 31. Juli 2018 auslief.
In Deutschland lief die Zulassung zum Inverkehrbringen für das vormals einzige glufosinathaltige Mittel „Basta“ zum 31. Dezember 2015 aus; eine Verlängerung der Zulassung zum Inverkehrbringen wurde nicht beantragt. Lagerbestände durften bis zum 30. Juni 2017 aufgebraucht werden.
In der Schweiz endete die Aufbrauchsfrist am 6. Januar 2022.
Die erlaubte Tagesdosis und die Akute Referenzdosis betragen jeweils 21 µg pro Kilogramm Körpergewicht und Tag, die Annehmbare Anwenderexposition liegt bei 2,1 µg pro Kilogramm Körpergewicht und Tag.
Die Durchführungsverordnung (EU) Nr. 365/2013 vom 22. April 2013 legte aufgrund vermuteter Risiken für Säugetiere und Nichtzielarthropoden fest, dass nur noch streifenweise oder punktuelle Herbizidanwendungen mit Glufosinat zugelassen werden durften, und zwar in Dosierungen von höchstens 750 g Wirkstoff/ha (behandelte Oberfläche) je Ausbringung und mit höchstens zwei Ausbringungen pro Jahr. Zur Umsetzung der Durchführungsverordnung verbot oder beschränkte das BVL für bestimmte Kulturen die Anwendung des glufosinathaltigen Produkts „Basta“ zum 13. November 2013.
Für die Märkte in Nord- und Südamerika sowie in Asien produziert BASF Glufosinat-Ammonium weiterhin an den deutschen Standorten Knapsack und Frankfurt. Ende 2024 werden diese Produktionsanlagen aus wirtschaftlichen Gründen stillgelegt und BASF bezieht den Wirkstoff stattdessen von Drittanbietern.